# Suyeong-gu
Suyeong (âm Hán Việt: Thủy Doanh) là một khu trực thuộc thành phố Busan, Hàn Quốc. Khu này có diện tích 10,16 km², dân số khoảng 180.000 người.
Khu Suyeong được thành lập năm 1995 sau khi tách khỏi khu Nam. Quận này nổi tiếng với bãi biển Gwangalli được nhiều du khách ưa thích.
Đây cũng là quê hương của thành viên Hwang Min-hyun nhóm nhạc NU'EST/Wanna One.